# Калашников, Александр Петрович (Герой Советского Союза)

Надгробная плита на братской могиле в селе Куцеволовка

Александр Петрович Калашников (22 декабря 1914, Староалейское — 30 октября 1943) — советский военнослужащий, гвардии старший лейтенант, Герой Советского Союза (1944).

## Биография
Родился 22 декабря 1914 года в селе Староалейское (ныне Третьяковского района Алтайского края) в семье крестьянина. Русский. Работал в Локтевском зерносовхозе Алтайского края. В 1936 году окончил рабфак в Томске, в 1941 году — Томский педагогический институт.
В РККА с июля 1941 года. Окончил интендантские курсы в Омске в 1942 году. В боях Великой Отечественной войны с апреля 1942 года. Член ВКП(б) с 1943 года. Воевал на Западном, затем на Степном фронтах. Командир роты 182-го гвардейского стрелкового полка (62-я гвардейская стрелковая дивизия, 37-я армия, Степной фронт) гвардии старший лейтенант Калашников 28 сентября 1943 года с ротой одним из первых переправился через Днепр в районе села Куцеволовка Кировоградской области. Рота захватила и удерживала плацдарм, отразив несколько вражеских контратак, уничтожила сотни гитлеровцев.
В наградном листе к награждению званием Героя Советского Союза сказано: 

«А. П. Калашников – командир 7 роты 182 гвардии стрелкового полка 62 гвардейской стрелковой дивизии, старший лейтенант при форсировании Днепра 30 октября 1943 г. проявил мужество и героизм».

Указом Президиума Верховного Совета СССР «О присвоении звания Героя Советского Союза офицерскому, сержантскому и рядовому составу Красной Армии» от 22 февраля 1944 года за «образцовое выполнение боевых заданий командования при форсировании реки Днепр, развитие боевых успехов на правом берегу реки и проявленные при этом отвагу и геройство» удостоен звания Героя Советского Союза с вручением ордена Ленина и медали «Золотая Звезда».  
Пропал без вести 30 октября 1943 года в районе села Мишурин Рог Верхнеднепровского района Днепропетровской области.

## Награды
- Звание Героя Советского Союза присвоено 22 февраля 1944 года;
- орден Ленина;
- орден Красной Звезды;
- медали.

## Память
- Именем Героя названы улицы в сёлах Староалейское и Куцеволовка.
- На мемориале Победы в селе Староалейское установлен бюст.
- На здании Томского педагогического института установлена мемориальная доска.
- Имя А. П. Калашникова увековечено на Мемориале Славы в Барнауле, он также включён в Энциклопедию Алтайского края[4].